# جوي موراي
جوي موراي (بالإنجليزية: Joey Murray)‏ هو لاعب كرة قدم بريطاني في مركز الوسط، ولد في 5 نوفمبر 1971 في ليفربول في المملكة المتحدة. لعب مع نادي مارين ‏.